# Hydroptila cuneata
Hydroptila cuneata är en nattsländeart som beskrevs av Wells och Dudgeon 1990. Hydroptila cuneata ingår i släktet Hydroptila och familjen smånattsländor. Inga underarter finns listade i Catalogue of Life.